# Som nat og dag (film fra 1969)
Som nat og dag er en svensk dramafilm fra 1969 skrevet og instrueret af Jonas Cornell. Filmen fik premiere den 13. februar 1969.

## Handling
Tv-værtinden Susanne har en affære med Rikard, der er læge på et hospital. Men efter at have mødt den mand, Rikard arbejder for, professor Erland Roos, forlader hun Rikard og gifter sig til sidst med professoren. Susannes søster kommer til Stockholm, desperat i pengenød. Måske kan Susanne, der nu er gift med en rig professor, hjælpe hende?

## Medvirkende
- Agneta Ekmanner som Susanne
- Claire Wikholm som Claire
- Gösta Ekman som Rikard
- Keve Hjelm som Erland Roos
- Barbro Hiort af Ornäs som Madeleine
- Ernst Günther som Sture
- Carl-Johan De Geer som Klas
- Håkan Serner som Gustav
- Birgitta Valberg som Cecilia